# Fergus mac Fogartaig
Fergus mac Fogartaig (mort en 751) (ou Fergal) est un roi de sud Brega issu des   Uí Chernaig sept de Lagore du Síl nÁedo Sláine lignée des Uí Néill du sud. Il est le fils
de l'Ard ri Erenn Fógartach (mort en 724). Il règne de
738 à 751.
Les annales ne relèvent aucun événement se rapportant à lui sauf son obit. Sa mort est mentionnée dans les Annales d'Ulster en lui attribuant de manière significative pour la première fois le titre de « Roi de Sud Brega » (latin : regis Deisceird Breg). Ses fils comprennent :
- Máel Dúin mac Fergusa (mort en 785) et
- Cernach mac Fergusa (mort en 805), tous deux nommés roi de « Loch Gabor » (c'est-à-dire Lagore) alors que
- Ailill mac Fergusa (mort en 800), est désigné comme « rex Deisceirt Bregh » soit roi de Sud Brega.